# 国際連合安全保障理事会決議1329
国際連合安全保障理事会決議1329（こくさいれんごうあんぜんほしょうりじかいけつぎ1329 英語: United Nations Security Council Resolution 1329）は、2000年11月30日に国際連合安全保障理事会において全会一致で採択された決議。安保理決議827（1993年5月25日に全会一致で採択：旧ユーゴスラビア国際戦犯法廷の設置）と安保理決議955（1994年11月8日に賛成票多数で採択：ルワンダ国際戦犯法廷の設置）を想起した上で、ルワンダ国際戦犯法廷（ICTR）と旧ユーゴスラビア国際戦犯法廷（ICTY）の上訴裁判部拡充を行った国際連合安全保障理事会はルワンダ国際戦犯法廷における2名の裁判官追加を提案したほか、旧ユーゴスラビア国際戦犯法廷においては特別法廷判事の予備要員を任命した。
国際連合安全保障理事会は、ルワンダと旧ユーゴスラビアにおいては国際人道法違反に抵触する責任者が存在し得るとの確信を変更しなかった。さらにルワンダ国際戦犯法廷と旧ユーゴスラビア国際戦犯法廷の訴訟手続きに進展が見られないことを留意しながらも、両法廷ともに可能な限り早く裁判を終了させる必要があることを強調した。法廷では未成年の参加者よりも市民、軍関係者、および準軍事的指導者を優先して裁判が行われた
。
国際連合憲章第7章に基づき、国際連合安全保障理事会は旧ユーゴスラビア国際戦犯法廷に追加の判事を置き、ルワンダ国際戦犯法廷と旧ユーゴスラビア国際戦犯法廷の上訴裁判部の拡充を図った。さらにルワンダ国際戦犯法廷の作業負荷に対する増加に対応するべく、2名の臨時判事が任命されることになった。なお、この件に伴い、国際連合安全保障理事会は国際連合のアナン事務総長に対し、ルワンダ国際戦犯法廷の追加判事2名および旧ユーゴスラビア国際戦犯法廷における臨時判事27名の選挙に向けた準備を行うように要請した。
国際連合安全保障理事会は世界各国に対する旧ユーゴスラビア国際戦犯法廷とルワンダ国際戦犯法廷への連携要請に対し、協力を得られたことを歓迎した。最後に国際連合安全保障理事会はアナン事務総長に対し、旧ユーゴスラビア国際戦犯法廷の時間的司法管轄の完了日についての報告書を提出するように要請を行った。